# Национални једриличарски центар Вејмут и Портланд
Национални једриличарски центар Вејмут и Портланд (енгл. Weymouth and Portland National Sailing Academy) је једриличарски центар у енглеској грофовији Дорсет. Налази се на острву Портланд на јужној обали Енглеске. Зграда једриличарске академије налази се на северном рту острва у Оспри кеју, док се за једрење користе воде у заливу Вејмут и у Портландској луци.
Од отварања центра у априлу 2000. ту се одржавају бројна локална, национална и међународна једриличарска такмичења. Након што је Лондон добио организацију Летњих олимпијских игара 2012., организациони одбор је 2005. одлучио да се управо овде одржавају олимпијске једриличарске регате. Једриличарски центар је удаљен неких 190 км југозападно од олимпијског села у Лондону.

## Историјат
Једриличарска академија Вејмут и Портланд је формирана као непрофитна организација 1999. године, а службено је отворена 1. априла 2000. године. У јуну 2005. отворене су и службене просторије академије, на чију изградњу је утрошено £7,85 милиона, а средства су углавном прикупљана путем донација. Главни циљ академије поред промоције једрења као спорта је и подстицање привредног развоја целог краја.